# Слепой музыкант (повесть)
«Слепой музыкант» — повесть Владимира Короленко.

## Сюжет
В повести рассказывается про жизнь мальчика Пети Попельского, который родился слепым и не может получить ту радость, что получает ребенок, видящий мир, но природа его наделила даром музыки, и он вместе с дядей Максимом углубляется в мир музыки. Через время он знакомится с Эвелиной, девочкой, которая впоследствии стала его женой.

## История создания
Повесть «Слепой музыкант» была впервые опубликована в 1886 году в газете «Русские ведомости». Случилось так, что Короленко отдал начало рассказа в печать, когда он был ещё не закончен, и поэтому писатель остался недоволен текстом: при каждой следующей публикации он правил повесть (вплоть до шестого издания в 1898 году). В письме к редактору В. А. Гольцеву Короленко назвал «Слепого музыканта» «самой нелюбимой из всех моих работ». В то же время отдельные главы повести писателю нравились. Переработка касалась углубления образа Эвелины (прототипом которой послужила мать писателя); автор усиливал психологизм и многоплановость повести.

## Критика
Повесть вызвала живой отклик читателей, в том числе незрячих. Так, Александр Моисеевич Щербина (1874—1934), единственный в то время незрячий профессор в России, обратился в 1915 году к Короленко с письмом, в котором негативно оценил изображение психологии Петра в повести; впоследствии он опубликовал об этом брошюру. Щербина не раз сталкивался с тем, что представления зрячих о психологии незрячих формируются повестью Короленко. Психологически неправдоподобной счёл повесть и незрячий адвокат А. М. Бирилёв. Как и Щербина, Бирилёв считал, что Короленко преувеличил страдания своего героя: по его мнению, если человек «слепорожденный или привык к слепоте, не бывает никакого разлада, он не испытывает никакой внутренней борьбы, ни страданий, ни подавленности».

## Экранизация
В 1960 году на студии «Мосфильм» по повести был снят одноимённый фильм.